# Смоляне (Коростенський район)
Смоляне́ —  село в Україні, в Коростенському районі Житомирської області. Входить до складу Овруцької міської громади. Населення становить 51 осіб.